# Anisogomphus forresti
Anisogomphus forresti – gatunek ważki z rodziny gadziogłówkowatych (Gomphidae).